# Innervision
“Innervision” —en español: «Visión interior»— es una canción de la banda System of a Down. Fue lanzada como sencillo promocional y se transmitió por las estaciones de radio. La canción pertenece al álbum Steal This Album!
Al igual que en el caso de la mayoría de las canciones de Steal This Album, sólo ha sido tocada en vivo en algunas ocasiones.
La canción se filtró antes de lanzar el disco, aunque no formaba parte de la edición no autorizada del álbum "Toxicity II" sino que fue filtrada de forma separada. El origen de la fuga se desconoce. La versión filtrada cuenta con unos arreglos y letras ligeramente diferentes y las letras, de manera predominante en el puente y la segunda estrofa. En estas partes de la canción, la voz en capas se utiliza en la versión del álbum.